# Vlag van Eemsdelta

Vlag van de gemeente Eemsdelta

Het is niet bekend of de vlag van Eemsdelta is officieel is vast gesteld. De Groningse gemeente Eemsdelta voert sinds haar ontstaan 2021 een logovlag, die het gemeentelogo met belettering toont op een witte achtergrond. Logovlaggen worden niet opgenomen in het vlaggenregister van de Hoge Raad van Adel omdat ze zich niet aan de regels van de vlaggenkunde houden. Deze vlaggen kunnen wel een officiële status hebben als ze bij besluit door de gemeenteraad zijn aangenomen, maar dit gebeurt vaak ook niet.
Eemsdelta ·
Groningen ·
Het Hogeland ·
Midden-Groningen ·
Oldambt ·
Pekela ·
Stadskanaal ·
Veendam ·
Westerkwartier ·
Westerwolde